# Tour de Valonia 2019
La 46.ª edición del Tour de Valonia fue una carrera de ciclismo en ruta por etapas que se celebró entre el 27 y el 31 de julio de 2019 en Bélgica, con inicio en la ciudad de Le Rœulx y final en la ciudad de Thuin sobre un recorrido de 920,3 kilómetros.
La prueba perteneció al UCI Europe Tour 2019 dentro de la categoría 2.HC (máxima categoría de estos circuitos). El vencedor final fue el belga Loïc Vliegen del Wanty-Gobert seguido de los también belgas Tosh Van der Sande del Lotto Soudal y Dries De Bondt del Corendon-Circus.

## Equipos participantes
Tomaron parte en la carrera 19 equipos: 6 de categoría UCI WorldTeam; 10 de categoría Profesional Continental; y 3 de categoría Continental. Formando así un pelotón de 133 ciclistas de los que acabaron 94. Los equipos participantes fueron:
| WorldTeams (6)- AG2R La Mondiale - CCC Team - Groupama-FDJ - Lotto Soudal - Katusha-Alpecin - Ineos Equipos continentales profesionales (10)- Riwal Readynez - Roompot-Charles - Cofidis, Solutions Crédits - Corendon-Circus - Israel Cycling Academy - Sport Vlaanderen-Baloise - Total Direct Énergie - Vital Concept-B&B Hotels - Wanty-Groupe Gobert - Wallonie Bruxelles Equipos continentales (3)- Natura4Ever-Roubaix Lille Métropole - Tarteletto-Isorex - Telenet Fidea Lions |
| |

## Recorrido
El Tour de Valonia dispuso de cinco etapas para un recorrido total de 920,3 kilómetros.
| Etapa     | Fecha     | Recorrido                      | type            | Distancia (km) | Ganador            | Líder          |
| --------- | --------- | ------------------------------ | --------------- | -------------- | ------------------ | -------------- |
| 1.ª etapa | 27 de jul | Le Rœulx – Dottignies          | etapa escarpada | 186,4          | Timothy Dupont     | Timothy Dupont |
| 2.ª etapa | 28 de jul | Waremme – Beyne-Heusay         | etapa escarpada | 170,4          | Loïc Vliegen       | Loïc Vliegen   |
| 3.ª etapa | 29 de jul | La Roche-en-Ardenne – Verviers | etapa escarpada | 194,2          | Davide Cimolai     | Loïc Vliegen   |
| 4.ª etapa | 30 de jul | Villers-le-Bouillet – Lierneux | etapa escarpada | 178,2          | Arnaud Démare      | Loïc Vliegen   |
| 5.ª etapa | 31 de jul | Couvin – Thuin                 | etapa escarpada | 186,7          | Tosh Van der Sande | Loïc Vliegen   |

### 1.ª etapa
| Le Rœulx - Dottignies | etapa escarpada | (186,4 km) |

| \| Clasificación de la etapa \| Clasificación de la etapa \| Clasificación de la etapa \| Clasificación de la etapa \| Clasificación de la etapa \| \| Ciclista \| Ciclista \| Equipo \| Tiempo \| \| \| ------------------------- \| ------------------------- \| -------------------------- \| ------------------------- \| ------------------------- \| \| 1.º \| Timothy Dupont \| Wanty-Gobert \| 4 h 22 min 44 s \| \| \| 2.º \| Roy Jans \| Corendon-Circus \| + 0 s \| \| \| 3.º \| Jakub Mareczko \| CCC Team \| + 0 s \| \| \| 4.º \| Julien Duval \| AG2R La Mondiale \| + 0 s \| \| \| 5.º \| Tom Van Asbroeck \| Israel Cycling Academy \| + 0 s \| \| \| 6.º \| Bryan Coquard \| Vital Concept-B&B Hotels \| + 0 s \| \| \| 7.º \| Tosh Van der Sande \| Lotto-Soudal \| + 0 s \| \| \| 8.º \| Damien Touzé \| Cofidis, Solutions Crédits \| + 0 s \| \| \| 9.º \| Andreas Stokbro \| Riwal Readynez \| + 0 s \| \| \| 10.º \| Amaury Capiot \| Sport Vlaanderen-Baloise \| + 0 s \| \| |                    |                            |                 |
| |                    |                            |                 |
| Fuente: ProCyclingStats |                    |                            |                 |
| Clasificación de la etapa |                    |                            |                 |
| Ciclista | Ciclista           | Equipo                     | Tiempo          |
| 1.º | Timothy Dupont     | Wanty-Gobert               | 4 h 22 min 44 s |
| 2.º | Roy Jans           | Corendon-Circus            | + 0 s           |
| 3.º | Jakub Mareczko     | CCC Team                   | + 0 s           |
| 4.º | Julien Duval       | AG2R La Mondiale           | + 0 s           |
| 5.º | Tom Van Asbroeck   | Israel Cycling Academy     | + 0 s           |
| 6.º | Bryan Coquard      | Vital Concept-B&B Hotels   | + 0 s           |
| 7.º | Tosh Van der Sande | Lotto-Soudal               | + 0 s           |
| 8.º | Damien Touzé       | Cofidis, Solutions Crédits | + 0 s           |
| 9.º | Andreas Stokbro    | Riwal Readynez             | + 0 s           |
| 10.º | Amaury Capiot      | Sport Vlaanderen-Baloise   | + 0 s           |

| \| Clasificación general \| Clasificación general \| Clasificación general \| Clasificación general \| Clasificación general \| \| Ciclista \| Ciclista \| Equipo \| Tiempo \| \| \| --------------------- \| --------------------- \| ------------------------ \| --------------------- \| --------------------- \| \| 1.º \| Timothy Dupont \| Wanty-Gobert \| 4 h 22 min 34 s \| \| \| 2.º \| Roy Jans \| Corendon-Circus \| + 4 s \| \| \| 3.º \| Kevyn Ista \| Wallonie Bruxelles \| + 4 s \| \| \| 4.º \| Jakub Mareczko \| CCC Team \| + 6 s \| \| \| 5.º \| Edward Planckaert \| Sport Vlaanderen-Baloise \| + 6 s \| \| \| 6.º \| Dries De Bondt \| Corendon-Circus \| + 7 s \| \| \| 7.º \| Baptiste Planckaert \| Wallonie Bruxelles \| + 8 s \| \| \| 8.º \| Abram Stockman \| Tarteletto-Isorex \| + 9 s \| \| \| 9.º \| Julien Duval \| AG2R La Mondiale \| + 10 s \| \| \| 10.º \| Tom Van Asbroeck \| Israel Cycling Academy \| + 10 s \| \| |                     |                          |                 |
| |                     |                          |                 |
| Fuente: ProCyclingStats |                     |                          |                 |
| Clasificación general |                     |                          |                 |
| Ciclista | Ciclista            | Equipo                   | Tiempo          |
| 1.º | Timothy Dupont      | Wanty-Gobert             | 4 h 22 min 34 s |
| 2.º | Roy Jans            | Corendon-Circus          | + 4 s           |
| 3.º | Kevyn Ista          | Wallonie Bruxelles       | + 4 s           |
| 4.º | Jakub Mareczko      | CCC Team                 | + 6 s           |
| 5.º | Edward Planckaert   | Sport Vlaanderen-Baloise | + 6 s           |
| 6.º | Dries De Bondt      | Corendon-Circus          | + 7 s           |
| 7.º | Baptiste Planckaert | Wallonie Bruxelles       | + 8 s           |
| 8.º | Abram Stockman      | Tarteletto-Isorex        | + 9 s           |
| 9.º | Julien Duval        | AG2R La Mondiale         | + 10 s          |
| 10.º | Tom Van Asbroeck    | Israel Cycling Academy   | + 10 s          |

### 2.ª etapa
| Waremme - Beyne-Heusay | etapa escarpada | (170,4 km) |

| \| Clasificación de la etapa \| Clasificación de la etapa \| Clasificación de la etapa \| Clasificación de la etapa \| Clasificación de la etapa \| \| Ciclista \| Ciclista \| Equipo \| Tiempo \| \| \| ------------------------- \| ------------------------- \| -------------------------- \| ------------------------- \| ------------------------- \| \| 1.º \| Loïc Vliegen \| Wanty-Gobert \| 4 h 04 min 37 s \| \| \| 2.º \| Christopher Lawless \| Team Ineos \| + 8 s \| \| \| 3.º \| Quinten Hermans \| Telenet-Fidea Lions \| + 12 s \| \| \| 4.º \| Dimitri Claeys \| Cofidis, Solutions Crédits \| + 12 s \| \| \| 5.º \| Dorian Godon \| AG2R La Mondiale \| + 12 s \| \| \| 6.º \| Ruben Guerreiro \| Katusha-Alpecin \| + 12 s \| \| \| 7.º \| Damien Touzé \| Cofidis, Solutions Crédits \| + 12 s \| \| \| 8.º \| Lucas Eriksson \| Riwal Readynez \| + 12 s \| \| \| 9.º \| Tobias Ludvigsson \| Groupama-FDJ \| + 12 s \| \| \| 10.º \| Edward Dunbar \| Team Ineos \| + 12 s \| \| |                     |                            |                 |
| |                     |                            |                 |
| Fuente: ProCyclingStats |                     |                            |                 |
| Clasificación de la etapa |                     |                            |                 |
| Ciclista | Ciclista            | Equipo                     | Tiempo          |
| 1.º | Loïc Vliegen        | Wanty-Gobert               | 4 h 04 min 37 s |
| 2.º | Christopher Lawless | Team Ineos                 | + 8 s           |
| 3.º | Quinten Hermans     | Telenet-Fidea Lions        | + 12 s          |
| 4.º | Dimitri Claeys      | Cofidis, Solutions Crédits | + 12 s          |
| 5.º | Dorian Godon        | AG2R La Mondiale           | + 12 s          |
| 6.º | Ruben Guerreiro     | Katusha-Alpecin            | + 12 s          |
| 7.º | Damien Touzé        | Cofidis, Solutions Crédits | + 12 s          |
| 8.º | Lucas Eriksson      | Riwal Readynez             | + 12 s          |
| 9.º | Tobias Ludvigsson   | Groupama-FDJ               | + 12 s          |
| 10.º | Edward Dunbar       | Team Ineos                 | + 12 s          |

| \| Clasificación general \| Clasificación general \| Clasificación general \| Clasificación general \| Clasificación general \| \| Ciclista \| Ciclista \| Equipo \| Tiempo \| \| \| --------------------- \| --------------------- \| -------------------------- \| --------------------- \| --------------------- \| \| 1.º \| Loïc Vliegen \| Wanty-Gobert \| 8 h 27 min 11 s \| \| \| 2.º \| Christopher Lawless \| Team Ineos \| + 12 s \| \| \| 3.º \| Quinten Hermans \| Telenet-Fidea Lions \| + 18 s \| \| \| 4.º \| Dries De Bondt \| Corendon-Circus \| + 19 s \| \| \| 5.º \| Damien Touzé \| Cofidis, Solutions Crédits \| + 22 s \| \| \| 6.º \| Tosh Van der Sande \| Lotto-Soudal \| + 22 s \| \| \| 7.º \| Jenthe Biermans \| Katusha-Alpecin \| + 22 s \| \| \| 8.º \| Ruben Guerreiro \| Katusha-Alpecin \| + 22 s \| \| \| 9.º \| Milan Menten \| Sport Vlaanderen-Baloise \| + 22 s \| \| \| 10.º \| Dorian Godon \| AG2R La Mondiale \| + 22 s \| \| |                     |                            |                 |
| |                     |                            |                 |
| Fuente: ProCyclingStats |                     |                            |                 |
| Clasificación general |                     |                            |                 |
| Ciclista | Ciclista            | Equipo                     | Tiempo          |
| 1.º | Loïc Vliegen        | Wanty-Gobert               | 8 h 27 min 11 s |
| 2.º | Christopher Lawless | Team Ineos                 | + 12 s          |
| 3.º | Quinten Hermans     | Telenet-Fidea Lions        | + 18 s          |
| 4.º | Dries De Bondt      | Corendon-Circus            | + 19 s          |
| 5.º | Damien Touzé        | Cofidis, Solutions Crédits | + 22 s          |
| 6.º | Tosh Van der Sande  | Lotto-Soudal               | + 22 s          |
| 7.º | Jenthe Biermans     | Katusha-Alpecin            | + 22 s          |
| 8.º | Ruben Guerreiro     | Katusha-Alpecin            | + 22 s          |
| 9.º | Milan Menten        | Sport Vlaanderen-Baloise   | + 22 s          |
| 10.º | Dorian Godon        | AG2R La Mondiale           | + 22 s          |

### 3.ª etapa
| La Roche-en-Ardenne - Verviers | etapa escarpada | (194,2 km) |

| \| Clasificación de la etapa \| Clasificación de la etapa \| Clasificación de la etapa \| Clasificación de la etapa \| Clasificación de la etapa \| \| Ciclista \| Ciclista \| Equipo \| Tiempo \| \| \| ------------------------- \| ------------------------- \| ------------------------- \| ------------------------- \| ------------------------- \| \| 1.º \| Davide Cimolai \| Israel Cycling Academy \| 4 h 40 min 43 s \| \| \| 2.º \| Amaury Capiot \| Sport Vlaanderen-Baloise \| + 0 s \| \| \| 3.º \| Bryan Coquard \| Vital Concept-B&B Hotels \| + 0 s \| \| \| 4.º \| Lionel Taminiaux \| Wallonie Bruxelles \| + 0 s \| \| \| 5.º \| Tosh Van der Sande \| Lotto-Soudal \| + 0 s \| \| \| 6.º \| Milan Menten \| Sport Vlaanderen-Baloise \| + 0 s \| \| \| 7.º \| Timothy Dupont \| Wanty-Gobert \| + 0 s \| \| \| 8.º \| Quinten Hermans \| Telenet-Fidea Lions \| + 0 s \| \| \| 9.º \| Dorian Godon \| AG2R La Mondiale \| + 0 s \| \| \| 10.º \| Kévin Réza \| Vital Concept-B&B Hotels \| + 0 s \| \| |                    |                          |                 |
| |                    |                          |                 |
| Fuente: ProCyclingStats |                    |                          |                 |
| Clasificación de la etapa |                    |                          |                 |
| Ciclista | Ciclista           | Equipo                   | Tiempo          |
| 1.º | Davide Cimolai     | Israel Cycling Academy   | 4 h 40 min 43 s |
| 2.º | Amaury Capiot      | Sport Vlaanderen-Baloise | + 0 s           |
| 3.º | Bryan Coquard      | Vital Concept-B&B Hotels | + 0 s           |
| 4.º | Lionel Taminiaux   | Wallonie Bruxelles       | + 0 s           |
| 5.º | Tosh Van der Sande | Lotto-Soudal             | + 0 s           |
| 6.º | Milan Menten       | Sport Vlaanderen-Baloise | + 0 s           |
| 7.º | Timothy Dupont     | Wanty-Gobert             | + 0 s           |
| 8.º | Quinten Hermans    | Telenet-Fidea Lions      | + 0 s           |
| 9.º | Dorian Godon       | AG2R La Mondiale         | + 0 s           |
| 10.º | Kévin Réza         | Vital Concept-B&B Hotels | + 0 s           |

| \| Clasificación general \| Clasificación general \| Clasificación general \| Clasificación general \| Clasificación general \| \| Ciclista \| Ciclista \| Equipo \| Tiempo \| \| \| --------------------- \| ---------------------- \| -------------------------- \| --------------------- \| --------------------- \| \| 1.º \| Loïc Vliegen \| Wanty-Gobert \| 13 h 07 min 54 s \| \| \| 2.º \| Christopher Lawless \| Team Ineos \| + 12 s \| \| \| 3.º \| Dries De Bondt \| Corendon-Circus \| + 13 s \| \| \| 4.º \| Quinten Hermans \| Telenet-Fidea Lions \| + 18 s \| \| \| 5.º \| Kenneth Van Rooy \| Sport Vlaanderen-Baloise \| + 18 s \| \| \| 6.º \| Aurélien Paret-Peintre \| AG2R La Mondiale \| + 19 s \| \| \| 7.º \| Dimitri Claeys \| Cofidis, Solutions Crédits \| + 21 s \| \| \| 8.º \| Tosh Van der Sande \| Lotto-Soudal \| + 22 s \| \| \| 9.º \| Damien Touzé \| Cofidis, Solutions Crédits \| + 22 s \| \| \| 10.º \| Milan Menten \| Sport Vlaanderen-Baloise \| + 22 s \| \| |                        |                            |                  |
| |                        |                            |                  |
| Fuente: ProCyclingStats |                        |                            |                  |
| Clasificación general |                        |                            |                  |
| Ciclista | Ciclista               | Equipo                     | Tiempo           |
| 1.º | Loïc Vliegen           | Wanty-Gobert               | 13 h 07 min 54 s |
| 2.º | Christopher Lawless    | Team Ineos                 | + 12 s           |
| 3.º | Dries De Bondt         | Corendon-Circus            | + 13 s           |
| 4.º | Quinten Hermans        | Telenet-Fidea Lions        | + 18 s           |
| 5.º | Kenneth Van Rooy       | Sport Vlaanderen-Baloise   | + 18 s           |
| 6.º | Aurélien Paret-Peintre | AG2R La Mondiale           | + 19 s           |
| 7.º | Dimitri Claeys         | Cofidis, Solutions Crédits | + 21 s           |
| 8.º | Tosh Van der Sande     | Lotto-Soudal               | + 22 s           |
| 9.º | Damien Touzé           | Cofidis, Solutions Crédits | + 22 s           |
| 10.º | Milan Menten           | Sport Vlaanderen-Baloise   | + 22 s           |

### 4.ª etapa
| Villers-le-Bouillet - Lierneux | etapa escarpada | (178,2 km) |

| \| Clasificación de la etapa \| Clasificación de la etapa \| Clasificación de la etapa \| Clasificación de la etapa \| Clasificación de la etapa \| \| Ciclista \| Ciclista \| Equipo \| Tiempo \| \| \| ------------------------- \| ------------------------- \| ------------------------- \| ------------------------- \| ------------------------- \| \| 1.º \| Arnaud Démare \| Groupama-FDJ \| 4 h 26 min 52 s \| \| \| 2.º \| Szymon Sajnok \| CCC Team \| + 0 s \| \| \| 3.º \| Stijn Steels \| Roompot-Charles \| + 0 s \| \| \| 4.º \| Romain Cardis \| Total Direct Énergie \| + 0 s \| \| \| 5.º \| Dries De Bondt \| Corendon-Circus \| + 0 s \| \| \| 6.º \| Amaury Capiot \| Sport Vlaanderen-Baloise \| + 0 s \| \| \| 7.º \| Baptiste Planckaert \| Wallonie Bruxelles \| + 0 s \| \| \| 8.º \| Bryan Coquard \| Vital Concept-B&B Hotels \| + 0 s \| \| \| 9.º \| Tosh Van der Sande \| Lotto-Soudal \| + 0 s \| \| \| 10.º \| Christopher Lawless \| Team Ineos \| + 0 s \| \| |                     |                          |                 |
| |                     |                          |                 |
| Fuente: ProCyclingStats |                     |                          |                 |
| Clasificación de la etapa |                     |                          |                 |
| Ciclista | Ciclista            | Equipo                   | Tiempo          |
| 1.º | Arnaud Démare       | Groupama-FDJ             | 4 h 26 min 52 s |
| 2.º | Szymon Sajnok       | CCC Team                 | + 0 s           |
| 3.º | Stijn Steels        | Roompot-Charles          | + 0 s           |
| 4.º | Romain Cardis       | Total Direct Énergie     | + 0 s           |
| 5.º | Dries De Bondt      | Corendon-Circus          | + 0 s           |
| 6.º | Amaury Capiot       | Sport Vlaanderen-Baloise | + 0 s           |
| 7.º | Baptiste Planckaert | Wallonie Bruxelles       | + 0 s           |
| 8.º | Bryan Coquard       | Vital Concept-B&B Hotels | + 0 s           |
| 9.º | Tosh Van der Sande  | Lotto-Soudal             | + 0 s           |
| 10.º | Christopher Lawless | Team Ineos               | + 0 s           |

| \| Clasificación general \| Clasificación general \| Clasificación general \| Clasificación general \| Clasificación general \| \| Ciclista \| Ciclista \| Equipo \| Tiempo \| \| \| --------------------- \| ---------------------- \| -------------------------- \| --------------------- \| --------------------- \| \| 1.º \| Loïc Vliegen \| Wanty-Gobert \| 17 h 34 min 46 s \| \| \| 2.º \| Christopher Lawless \| Team Ineos \| + 12 s \| \| \| 3.º \| Dries De Bondt \| Corendon-Circus \| + 13 s \| \| \| 4.º \| Edward Dunbar \| Team Ineos \| + 16 s \| \| \| 5.º \| Kenneth Van Rooy \| Sport Vlaanderen-Baloise \| + 18 s \| \| \| 6.º \| Quinten Hermans \| Telenet-Fidea Lions \| + 18 s \| \| \| 7.º \| Aurélien Paret-Peintre \| AG2R La Mondiale \| + 19 s \| \| \| 8.º \| Dimitri Claeys \| Cofidis, Solutions Crédits \| + 21 s \| \| \| 9.º \| Tosh Van der Sande \| Lotto-Soudal \| + 22 s \| \| \| 10.º \| Milan Menten \| Sport Vlaanderen-Baloise \| + 22 s \| \| |                        |                            |                  |
| |                        |                            |                  |
| Fuente: ProCyclingStats |                        |                            |                  |
| Clasificación general |                        |                            |                  |
| Ciclista | Ciclista               | Equipo                     | Tiempo           |
| 1.º | Loïc Vliegen           | Wanty-Gobert               | 17 h 34 min 46 s |
| 2.º | Christopher Lawless    | Team Ineos                 | + 12 s           |
| 3.º | Dries De Bondt         | Corendon-Circus            | + 13 s           |
| 4.º | Edward Dunbar          | Team Ineos                 | + 16 s           |
| 5.º | Kenneth Van Rooy       | Sport Vlaanderen-Baloise   | + 18 s           |
| 6.º | Quinten Hermans        | Telenet-Fidea Lions        | + 18 s           |
| 7.º | Aurélien Paret-Peintre | AG2R La Mondiale           | + 19 s           |
| 8.º | Dimitri Claeys         | Cofidis, Solutions Crédits | + 21 s           |
| 9.º | Tosh Van der Sande     | Lotto-Soudal               | + 22 s           |
| 10.º | Milan Menten           | Sport Vlaanderen-Baloise   | + 22 s           |

### 5.ª etapa
| Couvin - Thuin | etapa escarpada | (186,7 km) |

| \| Clasificación de la etapa \| Clasificación de la etapa \| Clasificación de la etapa \| Clasificación de la etapa \| Clasificación de la etapa \| \| Ciclista \| Ciclista \| Equipo \| Tiempo \| \| \| ------------------------- \| ------------------------- \| ------------------------- \| ------------------------- \| ------------------------- \| \| 1.º \| Tosh Van der Sande \| Lotto-Soudal \| 4 h 37 min 23 s \| \| \| 2.º \| Bryan Coquard \| Vital Concept-B&B Hotels \| + 1 s \| \| \| 3.º \| Dries De Bondt \| Corendon-Circus \| + 3 s \| \| \| 4.º \| Amaury Capiot \| Sport Vlaanderen-Baloise \| + 3 s \| \| \| 5.º \| Tobias Ludvigsson \| Groupama-FDJ \| + 3 s \| \| \| 6.º \| Davide Cimolai \| Israel Cycling Academy \| + 3 s \| \| \| 7.º \| Loïc Vliegen \| Wanty-Gobert \| + 4 s \| \| \| 8.º \| Milan Menten \| Sport Vlaanderen-Baloise \| + 7 s \| \| \| 9.º \| Quinten Hermans \| Telenet-Fidea Lions \| + 7 s \| \| \| 10.º \| Timothy Dupont \| Wanty-Gobert \| + 7 s \| \| |                    |                          |                 |
| |                    |                          |                 |
| Fuente: ProCyclingStats |                    |                          |                 |
| Clasificación de la etapa |                    |                          |                 |
| Ciclista | Ciclista           | Equipo                   | Tiempo          |
| 1.º | Tosh Van der Sande | Lotto-Soudal             | 4 h 37 min 23 s |
| 2.º | Bryan Coquard      | Vital Concept-B&B Hotels | + 1 s           |
| 3.º | Dries De Bondt     | Corendon-Circus          | + 3 s           |
| 4.º | Amaury Capiot      | Sport Vlaanderen-Baloise | + 3 s           |
| 5.º | Tobias Ludvigsson  | Groupama-FDJ             | + 3 s           |
| 6.º | Davide Cimolai     | Israel Cycling Academy   | + 3 s           |
| 7.º | Loïc Vliegen       | Wanty-Gobert             | + 4 s           |
| 8.º | Milan Menten       | Sport Vlaanderen-Baloise | + 7 s           |
| 9.º | Quinten Hermans    | Telenet-Fidea Lions      | + 7 s           |
| 10.º | Timothy Dupont     | Wanty-Gobert             | + 7 s           |

## Clasificaciones finales
- Las clasificaciones finalizaron de la siguiente forma:[4]

### Clasificación general
| \| Clasificación general \| Clasificación general \| Clasificación general \| Clasificación general \| Clasificación general \| \| Ciclista \| Ciclista \| Equipo \| Tiempo \| \| \| --------------------- \| ---------------------- \| ------------------------ \| --------------------- \| --------------------- \| \| 1.º \| Loïc Vliegen \| Wanty-Gobert \| 22 h 12 min 13 s \| \| \| 2.º \| Tosh Van der Sande \| Lotto-Soudal \| + 8 s \| \| \| 3.º \| Dries De Bondt \| Corendon-Circus \| + 8 s \| \| \| 4.º \| Christopher Lawless \| Team Ineos \| + 15 s \| \| \| 5.º \| Quentin Pacher \| Vital Concept-B&B Hotels \| + 16 s \| \| \| 6.º \| Edward Dunbar \| Team Ineos \| + 19 s \| \| \| 7.º \| Quinten Hermans \| Telenet-Fidea Lions \| + 21 s \| \| \| 8.º \| Kenneth Van Rooy \| Sport Vlaanderen-Baloise \| + 21 s \| \| \| 9.º \| Tobias Ludvigsson \| Groupama-FDJ \| + 21 s \| \| \| 10.º \| Aurélien Paret-Peintre \| AG2R La Mondiale \| + 22 s \| \| |                        |                          |                  |
| |                        |                          |                  |
| Fuente: ProCyclingStats |                        |                          |                  |
| Clasificación general |                        |                          |                  |
| Ciclista | Ciclista               | Equipo                   | Tiempo           |
| 1.º | Loïc Vliegen           | Wanty-Gobert             | 22 h 12 min 13 s |
| 2.º | Tosh Van der Sande     | Lotto-Soudal             | + 8 s            |
| 3.º | Dries De Bondt         | Corendon-Circus          | + 8 s            |
| 4.º | Christopher Lawless    | Team Ineos               | + 15 s           |
| 5.º | Quentin Pacher         | Vital Concept-B&B Hotels | + 16 s           |
| 6.º | Edward Dunbar          | Team Ineos               | + 19 s           |
| 7.º | Quinten Hermans        | Telenet-Fidea Lions      | + 21 s           |
| 8.º | Kenneth Van Rooy       | Sport Vlaanderen-Baloise | + 21 s           |
| 9.º | Tobias Ludvigsson      | Groupama-FDJ             | + 21 s           |
| 10.º | Aurélien Paret-Peintre | AG2R La Mondiale         | + 22 s           |

### Clasificación de la montaña
| Clasificación de la montaña | Clasificación de la montaña | Clasificación de la montaña         | Clasificación de la montaña | Clasificación de la montaña |
| Ciclista                    | Ciclista                    | Equipo                              | Puntos                      |                             |
| --------------------------- | --------------------------- | ----------------------------------- | --------------------------- | --------------------------- |
| 1.º                         | Toon Aerts                  | Telenet-Fidea Lions                 | 82 pts                      |                             |
| 2.º                         | Elmar Reinders              | Roompot-Charles                     | 24 pts                      |                             |
| 3.º                         | Arnaud Démare               | Groupama-FDJ                        | 20 pts                      |                             |
| 4.º                         | Floris Gerts                | Tarteletto-Isorex                   | 16 pts                      |                             |
| 5.º                         | Clément Carisey             | Israel Cycling Academy              | 14 pts                      |                             |
| 6.º                         | Dimitri Claeys              | Cofidis, Solutions Crédits          | 14 pts                      |                             |
| 7.º                         | Diego Rosa                  | Team Ineos                          | 14 pts                      |                             |
| 8.º                         | Emiel Vermeulen             | Natura4Ever-Roubaix Lille Métropole | 14 pts                      |                             |
| 9.º                         | Edward Dunbar               | Team Ineos                          | 12 pts                      |                             |
| 10.º                        | Thijs Aerts                 | Telenet-Fidea Lions                 | 10 pts                      |                             |

### Clasificación por puntos
| Clasificación por puntos | Clasificación por puntos | Clasificación por puntos | Clasificación por puntos | Clasificación por puntos |
| Ciclista                 | Ciclista                 | Equipo                   | Puntos                   |                          |
| ------------------------ | ------------------------ | ------------------------ | ------------------------ | ------------------------ |
| 1.º                      | Bryan Coquard            | Vital Concept-B&B Hotels | 44 pts                   |                          |
| 2.º                      | Tosh Van der Sande       | Lotto-Soudal             | 39 pts                   |                          |
| 3.º                      | Amaury Capiot            | Sport Vlaanderen-Baloise | 37 pts                   |                          |
| 4.º                      | Davide Cimolai           | Israel Cycling Academy   | 31 pts                   |                          |
| 5.º                      | Timothy Dupont           | Wanty-Gobert             | 30 pts                   |                          |
| 6.º                      | Loïc Vliegen             | Wanty-Gobert             | 29 pts                   |                          |
| 7.º                      | Arnaud Démare            | Groupama-FDJ             | 25 pts                   |                          |
| 8.º                      | Dries De Bondt           | Corendon-Circus          | 23 pts                   |                          |
| 9.º                      | Christopher Lawless      | Team Ineos               | 21 pts                   |                          |
| 10.º                     | Quinten Hermans          | Telenet-Fidea Lions      | 20 pts                   |                          |

### Clasificación de los jóvenes
| Clasificación del mejor joven | Clasificación del mejor joven | Clasificación del mejor joven | Clasificación del mejor joven | Clasificación del mejor joven |
| Ciclista                      | Ciclista                      | Equipo                        | Tiempo                        |                               |
| ----------------------------- | ----------------------------- | ----------------------------- | ----------------------------- | ----------------------------- |
| 1.º                           | Christopher Lawless           | Team Ineos                    | 22 h 12 min 28 s              |                               |
| 2.º                           | Edward Dunbar                 | Team Ineos                    | + 4 s                         |                               |
| 3.º                           | Quinten Hermans               | Telenet-Fidea Lions           | + 6 s                         |                               |
| 4.º                           | Aurélien Paret-Peintre        | AG2R La Mondiale              | + 7 s                         |                               |
| 5.º                           | Milan Menten                  | Sport Vlaanderen-Baloise      | + 10 s                        |                               |
| 6.º                           | Jenthe Biermans               | Katusha-Alpecin               | + 10 s                        |                               |
| 7.º                           | Dorian Godon                  | AG2R La Mondiale              | + 10 s                        |                               |
| 8.º                           | Lucas Eriksson                | Riwal Readynez                | + 10 s                        |                               |
| 9.º                           | Nathan Van Hooydonck          | CCC Team                      | + 10 s                        |                               |
| 10.º                          | Nicolas Cleppe                | Telenet-Fidea Lions           | + 23 s                        |                               |

### Clasificación por equipos
| Clasificación por equipos | Clasificación por equipos  | Clasificación por equipos | Clasificación por equipos |
| Equipo                    | Equipo                     | Tiempo                    |                           |
| ------------------------- | -------------------------- | ------------------------- | ------------------------- |
| 1.º                       | Ineos                      | 66 h 37 min 50 s          |                           |
| 2.º                       | AG2R La Mondiale           | + 16 s                    |                           |
| 3.º                       | Vital Concept-B&B Hotels   | + 30 s                    |                           |
| 4.º                       | Lotto Soudal               | + 1 min 06 s              |                           |
| 5.º                       | Sport Vlaanderen-Baloise   | + 1 min 26 s              |                           |
| 6.º                       | Groupama-FDJ               | + 2 min 35 s              |                           |
| 7.º                       | Katusha-Alpecin            | + 4 min 26 s              |                           |
| 8.º                       | Roompot-Charles            | + 4 min 28 s              |                           |
| 9.º                       | Wanty-Groupe Gobert        | + 4 min 37 s              |                           |
| 10.º                      | Cofidis, Solutions Crédits | + 4 min 59 s              |                           |

## Evolución de las clasificaciones
| Etapa                   | Vencedor                | Clasificación general | Clasificación de la montaña | Clasificación por puntos | Clasificación de las metas volantes | Clasificación de los jóvenes | Clasificación por equipos  |
| ----------------------- | ----------------------- | --------------------- | --------------------------- | ------------------------ | ----------------------------------- | ---------------------------- | -------------------------- |
| 1.ª                     | Timothy Dupont          | Timothy Dupont        | Nicolai Brøchner            | Timothy Dupont           | Kevyn Ista                          | Abram Stockman               | Cofidis, Solutions Crédits |
| 2.ª                     | Loïc Vliegen            | Loïc Vliegen          | Toon Aerts                  | Loïc Vliegen             | Emiel Vermeulen                     | Christopher Lawless          | Wanty-Gobert               |
| 3.ª                     | Davide Cimolai          | Loïc Vliegen          | Toon Aerts                  | Timothy Dupont           | Dries De Bondt                      | Christopher Lawless          | Wanty-Gobert               |
| 4.ª                     | Arnaud Démare           | Loïc Vliegen          | Toon Aerts                  | Timothy Dupont           | Emiel Vermeulen                     | Christopher Lawless          | INEOS                      |
| 5.ª                     | Tosh Van der Sande      | Loïc Vliegen          | Toon Aerts                  | Bryan Coquard            | Emiel Vermeulen                     | Christopher Lawless          | INEOS                      |
| Clasificaciones finales | Clasificaciones finales | Loïc Vliegen          | Toon Aerts                  | Bryan Coquard            | Emiel Vermeulen                     | Christopher Lawless          | INEOS                      |

## UCI World Ranking
El Tour de Valonia otorgó puntos para el UCI World Ranking para corredores de los equipos en las categorías UCI WorldTeam, Profesional Continental y Equipos Continentales. Las siguientes tablas son el baremo de puntuación y los 10 corredores que obtuvieron más puntos:
| Posición              | 1.º | 2.º | 3.º | 4.º | 5.º | 6.º | 7.º | 8.º | 9.º | 10.º | 11.º | 12.º | 13.º | 14.º | 15.º | 16.º-30.º | 31.º-40.º |
| Clasificación general | 200 | 150 | 125 | 100 | 85  | 70  | 60  | 50  | 40  | 35   | 30   | 25   | 20   | 15   | 10   | 5         | 3         |
| Por etapa             | 20  | 10  | 5   |     |     |     |     |     |     |      |      |      |      |      |      |           |           |
| Líder                 | 5   |     |     |     |     |     |     |     |     |      |      |      |      |      |      |           |           |

| Clasificación |                        |                          |         |       |       |       |
| Posición      | Ciclista               | Equipo                   | General | Etapa | Líder | Total |
| ------------- | ---------------------- | ------------------------ | ------- | ----- | ----- | ----- |
| 1.º           | Loïc Vliegen           | Wanty-Gobert             | 200     | 20    | 15    | 235   |
| 2.º           | Tosh Van der Sande     | Lotto Soudal             | 150     | 20    | -     | 170   |
| 3.º           | Dries De Bondt         | Corendon-Circus          | 125     | 5     | -     | 130   |
| 4.º           | Christopher Lawless    | INEOS                    | 100     | 10    | -     | 110   |
| 5.º           | Quentin Pacher         | Vital Concept-B&B Hotels | 85      | -     | -     | 85    |
| 6.º           | Edward Dunbar          | INEOS                    | 70      | -     | -     | 70    |
| 7.º           | Quinten Hermans        | Telenet-Fidea Lions      | 60      | 5     | -     | 65    |
| 8.º           | Kenneth Van Rooy       | Sport Vlaanderen-Baloise | 50      | -     | -     | 50    |
| 9.º           | Tobias Ludvigsson      | Groupama-FDJ             | 40      | -     | -     | 40    |
| 10.º          | Aurélien Paret-Peintre | AG2R La Mondiale         | 35      | -     | -     | 35    |